# Extraño en tierra extraña
Stranger in a Strange Land (titulado "Extraño en tierra extraña" en España y en Hispanoamérica) es el noveno episodio de la tercera temporada de la serie de televisión Lost. Se centra en los tatuajes y el pasado de Jack Shephard, con un retroceso sobre su desconocido viaje hacia Tailandia y enigmático personaje llamado Achara, interpretado por la actriz china Bai Ling que tiene la capacidad de descubrir la verdadera identidad de las personas. Mientras, Kate, Sawyer y Carl intentan abandonar la isla de la estación Hidra.

## Trama

### En la isla principal
Kate, Sawyer y Karl continúan su viaje de vuelta a la isla principal. En la canoa, Kate le ordena a Sawyer que se detenga para que de la vuelta y vuelva a buscar a Jack. Sawyer no le obedece, lanzando comentarios sobre el peligro y las circunstancias en las cuales Jack había planeado dejarlos libres poniendo en jaque a Los Otros. Karl interrumpe la conversación, diciendo "Dios te ama como ama a Jacob". Sawyer le responde irónicamente.
Poco después, Kate y Sawyer vuelven a discutir sobre la llegada a la isla. Las intenciones de Sawyer son llegar hasta la orilla isla y detenerse a descansar, mientras que Kate desea volver al campamento lo antes posible. 
Kate y Sawyer toman la decisión de descansar y hacer una fogata en medio de la jungla. En tanto, Karl se queda mirando las estrellas. A Kate se le ocurre preguntarle sobre los niños. Karl contesta "les dimos un mejor vivir, mejor vida que la de ustedes". Karl además cuenta su historia con Alex, relatando que antes junto a ella ponían nombres a las estrellas y a las constelaciones, señalando la constelación del oso con sus dedos.
Al día siguiente, Karl ha desaparecido. ante la sorpresa de Kate y Sawyer. Luego de algunos instantes, es encontrado por este último en la jungla, muy cerca de donde acampaban. Sawyer aparta a Kate, aduciendo "Esto es cosa de hombres". Al acercarse a Karl, Sawyer lo golpea en el brazo, y le comenta sobre sus experiencias con las mujeres, intentando así calmarlo respecto a Alex. Poco después de la conversación, Sawyer deja ir a Karl en busca de Alex en la segunda isla. Ante esto, Kate protesta, pero James respalda su decisión argumentando "el chico es un objetivo", provocando nuevamente el enojo de Kate. Luego de discutir un poco, esta última termina tocando el tema de Jack. Sawyer le dice que no se trata de Jack, sino de ambos. Que sabe que ella se acostó con él porque pensó que era hombre muerto. Luego de esto le dice que regresen al campamento.

### En la segunda isla
Tom entra a la celda de Jack para comentarle que será trasladado. Jack intenta hacer que le demuestren respeto después de haber operado a Ben, sacando en cara además cada uno de los actos de Los Otros, tales como los secuestros de niños, el de Claire y el haber colgado a Charlie de un árbol. Tom junto a otros hombre sacan finalmente a Jack de su celda. Por el pasillo Jack ve cómo encierran a Juliet en su celda, encontrándose de cara además con Isabel.
En su nueva celda, Jack es visitado por Tom, quien le entrega un sandwich. Jack comenta que Juliet se los traía tostados. Ante la visita, Tom parece ser agradable, sirviendo como ayuda para Jack, pero éste solo le da un "gracias por el sandwich" antes de que Tom pudiera haberse manifestado.
Cuando cae la noche, Jack es visitado por Juliet, quien le pide ayuda por la situación de Ben. Los puntos en la espalda de Ben se habían infectado, por lo que tuvieron que recurrir urgentemente a Juliet. Jack no accede a visitar a Ben ya que según sus palabras que había hecho su trabajo al operarlo.
Momentos después de ser abandonado, Jack es visitado esta vez por Isabel, quien lee sus tatuajes en chino, encontrando así irónico su contenido. Isabel le comenta a Jack la situación del caso de Juliet después de esta haber matado a Pickett. Isabel lleva a Jack hasta su oficina para hacerle unas preguntas en presencia de Juliet y de Tom. Poco antes de ingresar a la sala, Alex junto a otro hombre salen. Isabel le dice a Alex que visite a Ben. después de eso, en la sala, Jack es interrogado por Isabel, quien le pregunta sobre la petición que le había hecho Juliet para que matase a Ben. Jack miente para salvar a Juliet, pero Isabel se da cuenta de ello. después de eso, Jack es regresado de las jaulas.
A la mañana siguiente, Jack recibe una visita inesperada por parte de Cindy y los secuestrados de la sección de cola. Jack reconoce a Cindy y le pregunta sobre su propósito en aquel lugar y las circunstancias en las cuales había sido secuestrada. Cindy contesta que están allí para observarlo, para vigilarlo. Ante esto, Emma la chica de la sección de cola le susurra al oído de Cindy preguntando por Ana Lucia. Jack no aguanta más y le grita en la cara a Cindy, quien después de eso abandona el lugar junto a los demás sobrevivientes secuestrados. Sólo el chico Zack se queda observando a Jack con su oso de peluche en las manos.
Al otro día, Jack recibe visitas de Alex. Ella rompe la cámara de vigilancia para posteriormente hablar con Jack y no ser observada desde la Sala de Observación. Alex intenta preguntarle a Jack sobre sus verdaderas intenciones al haber ayudado a Ben en la extracción del tumor de su columna. Jack primero le pregunta sobre el estado de Juliet y luego contesta a Alex respondiendo "porque aquello era lo que le había prometido". Jack planea visitar a Ben para controlar el juicio de Juliet ya que estaba a punto de ser ejecutada. Al llegar a la Sala de Operaciones, Jack conversa con Ben, pidiéndole su palabra para detener el juicio de Juliet. Jack se compromete a ser su doctor personal ya que su estado de salud no parece estable. Ben, acostado en la camilla, le pregunta a Alex si es que Isabel posee un walkie para comunicarse con ella. Alex le contesta que no, por lo cual Ben se ve obligado a escribir en un papel para dar la orden a Isabel y así detener la sentencia de Juliet, castigándola sólo con una marca de quema en la espalda.
Jack junto a Alex visitan la Sala de Juicios. Tom abre la puerta al verse interrumpida la sesión, embistiendo a Jack y preguntándole de mala manera el por qué de la visita. Isabel interrumpe el interrogatorio de Tom hacia Jack, intentando calmar la situación. Alex le entrega el papel con la orden de Ben para así entregar la resolución final del caso. Jack observa hacia dentro de la sala y ve a Juliet sentada casi al medio del escenario del juzgado de Los Otros.
Poco después del término del procesamiento de Juliet, Jack es visitado por ella. En las jaulas, Juliet le muestra su marca. Jack le indica que coja un aloe vera para así curarla de la dolorosa marca en su espalda. Mientras es curada, Juliet le pregunta a Jack el por qué la ayudó en su procesamiento por el asesinato de Pickett. Éste le responde "a ti te dijeron que te dejarían ir de esta isla, pues a mí también". Ante esto, Juliet le dice que han decidido trasladarlo al hogar de Ben.
Jack es trasladado hasta la orilla de la playa de aquella isla por Isabel y otros miembros de Los Otros. Allí se encuentra Ben, cuidado por Tom. Isabel traduce finalmente los tatuajes de Jack. Éste responde "es lo que dice, no lo que significa". Junto a Juliet, Jack es trasladado al transbordador que se dirige a la isla principal.
Lo que dice el tatuaje es "Camina entre nosotros, pero no es uno de los nuestros"

### Flashback
Jack se encuentra en Phuket, Tailandia. Al salir de su cabaña en la playa, un chico le vende una bebida. Jack intenta luego hacer volar una cometa, pero es ayudado por Achara ya que su experiencia en vuelos de cometas es escaso. Jack se presenta a Achara. Lo mismo hace esta.
Jack junto a Achara intentan conocerse mejor y van a un restaurante. Allí Jack es servido por Chet, el hermano de Achara, quien le sirve una comida exótica que prueba la valentía de Jack. Achara le comenta a Jack la imprecisión de éste para volar comentas. Jack le cuenta que su padre nunca pasaba en casa, por lo que nunca había podido aprender algo de él en aquel tema. La conversación es interrumpida nuevamente. Achara recibe un sobre con extraño contenido, y le comenta a Jack de manera extraña que posee un don.
Una noche, Jack es interrumpido en su cabaña por Achara. Jack le comenta a Achara que no la conoce demasiado como para entablar una relación, a lo que esta contesta "hay cosas que aquí pasan que nunca entenderías". "Como ¿tu don?", pregunta Jack. Achara no lo toma en cuenta, por lo que dos pasan la noche en la cabaña. 
Otra noche, Jack intenta seguir a Achara desde un club nocturno y así intentar saber su secreto. Jack la sigue hasta un lugar cercano, una casa. Allí, Achara se da cuenta de que había sido perseguida, por lo que intenta revelar finalmente su secreto a Jack. Ella le dice que puede ver quienes son internamente las personas, a lo que Jack pregunta "¿Puedes ver quien soy?", a lo que ella contesta que es un líder, un gran hombre y que esto le hace sentirse solo, asustado y furioso. Achara revela que a quien ve interiormente, intenta marcarlo para dejar inscrita aquella definición. Jack le pide que lo tatúe como lo ha hecho con otros, y así Achara accede de manera agobiante. "Si lo hago, todo será diferente", dice.
A la mañana siguiente, Jack sale de su cabaña playera. El mismo chico de la soda no se le acerca ya que ve aproximándose a un gran grupo de hombres liderados por Chet, el hermano de Achara. Jack es golpeado por el grupo de hombres y por Chet. Éste le dice que no volverá a aquel país, intentando advertirle del riesgo de muerte ante el grupo de hombres. Achara observa a Jack ensangrentado desde la orilla de la playa y abandona la escena llorando.